# Шулута (Заиграевский район)
Шулу́та (бур. Шулуута) — улус в Заиграевском районе Бурятии. Входит в сельское поселение «Первомаевское».

## География
Улус расположен у подножия южных отрогов хребта Улан-Бургасы, на левом берегу речки Шулута (бур. Шулуута —«каменистая») (также Шалот, правый приток Уды), в 6,5 км к северу от центра сельского поселения — села Первомаевка. 

## Инфраструктура
Фельдшерско-акушерский пункт.

## Население
| 2002 | 2010 |
| ---- | ---- |
| 208  | ↘186 |

## Экономика
Население улуса занято традиционным животноводством.